# Pusiola rotundula
Pusiola rotundula är en fjärilsart som beskrevs av Sergius G. Kiriakoff 1954. Pusiola rotundula ingår i släktet Pusiola och familjen björnspinnare. Inga underarter finns listade.